# Okvirjanje (družbene vede)
V družbenih vedah okvirjanje zajema nabor konceptov in teorij kako posamezniki, skupine in družbe organizirajo, zaznavajo in komunicirajo o resničnosti.
Izvorno teorijo okvirjanja je razvil socialni psiholog Erving Goffman v sedemdesetih. Od takrat se je okvirjanje uveljavilo v različnih disciplinah kot so sociologija, politična znanost, medijske študije in strateška komunikacija.Na splošno se okvirjanje lahko razume kot povezovanje in kategoriziranje večjih enot informacij in s tem zmanjšanje kompleksnosti.